# Broteochactas vestigialis
Espèce
Synonymes
- Taurepania vestigialis González Sponga, 1978

Broteochactas vestigialis est une espèce de scorpions de la famille des Chactidae.

## Distribution
Cette espèce est endémique du Bolívar au Venezuela. Elle se rencontre à Roscio vers le río Yuruaní.

## Systématique et taxinomie
Cette espèce a été décrite sous le protonyme González Sponga par en 1978. Elle est placée dans le genre Broteochactas par Soleglad et Fet en 2003.

## Publication originale
- González Sponga, 1978 : Escorpiofauna de la region oriental del Estado Bolivar, en Venezuela. Roto Impresos C.A., Caracas, p. 1-217.